# リリパット・ピストル
リリパット・ピストル（英: Liliput Pistol）とは、これまで作られた銃器の中でも、口径が4.25mmと最小クラスの自動式拳銃の一種である。一般的に最小の拳銃はコリブリであるとみなされている。名前の由来は『ガリバー旅行記』に描かれた小人が住むとされる架空の島「リリパット」から来ている。
リリパットはおおよそ1920年から1927年にかけ、ドイツのズールにあったヴァッフェンファブリーク・アウグスト・メンツで生産されていた。メンツでは.25ACP弾を用いる類似の拳銃をモデルIとして1925年に販売した。.32ACP弾を使用する拳銃はベホーラ・ピストルとして売り出された。リリパットの全長は10.795cmであり、銃身長は4.445cmである。
この拳銃は4.25mmリリパット弾を使用するため、イギリスでは免許無しに所持できる数少ない拳銃のひとつである。
リリパットはアリステア・マクリーンのいくつかの小説に登場する。ただし、彼はこれを「ルガー・リリパット」と不正確に表記している。